# Plinia inflata
Plinia inflata är en myrtenväxtart som beskrevs av Mcvaugh. Plinia inflata ingår i släktet Plinia och familjen myrtenväxter. Inga underarter finns listade i Catalogue of Life.